# 호두까기 인형과 4개의 왕국
《호두까기 인형과 4개의 왕국》(영어: The Nutcracker and the Four Realms)은 2018년 개봉한 미국의 판타지 영화로, E. T. A. 호프만의 소설 호두까기 인형과 생쥐 대왕 과 표트르 차이콥스키의 발레 작품 호두까기 인형 을 실사영화로 각색한 작품이다. 라세 할스트룀이 감독을 맡았다.

## 줄거리
“누구나 알고 있지만 아무도 모르는 이야기”

크리스마스 이브,

대부 ‘드로셀마이어’의 파티에 참석한 ‘클라라’는

돌아가신 엄마의 마지막 크리스마스 선물을 열어줄 황금 열쇠를 찾아 나선다.

대부에게 건네받은 황금실을 따라 마법의 세상 속으로 들어간 ‘클라라’는

호두까기 병정과 함께 3개의 왕국을 지나면서 다양한 사건과 사람들을

만나 환상적인 모험을 즐긴다.

그러나 엄마의 수수께끼를 풀 수 있는 열쇠를 얻기 위해서는

모두가 두려워하는 네 번째 왕국으로 가야만 하는데…

황금 열쇠를 따라가면,<br)
신비한 마법 세계와 진실을 발견한다

## 출연진
- 키이라 나이틀리 - 슈가 플럼 역
- 매켄지 포이 - 클라라 역
- 헬렌 미렌 - 마더 진저 역
- 모건 프리먼 - 드로셀마이어 역
- 매튜 맥퍼딘 - 미스터 슈탈바움 역
- 미스티 코플랜드 - 발레리나 역
- 제이든 포오라-나잇 - 필립 호프만 역
- 리차드 E. 그랜트 - 쉬버 역
- 에우헤니오 데르베스 - 호손 역
- 잭 화이트홀 - 할리퀸 역
- 엘리 뱀버 - 루이스 역
- 세르게이 폴루닌 - 조역
- 스위트 톰 - 프리츠 역
- 미라 시알 - 요리사 역
- 오미드 다릴리 - 기사 역
- 닉 모하메드 - 집사 역

## 한국판 성우진
- 이슬 - 클라라
- 우정신 - 슈가 플럼
- 김지율 - 필립
- 최문자 - 마더 진저
- 김기현 - 드로셀마이어
- 임채헌 - 슈탈바움
- 안소이 - 마리
- 한신 - 할리퀸
- 김영은 - 루이스
- 김휘수 - 프리츠
- 이재용 - 쉬버
- 박상훈 - 호손
- 차명화
- 유동균
- 황창영
- 방연지
- 곽규미

## 제공
- 수입/배급 : 월트디즈니컴퍼니코리아 유한책임회사
- 제작 : 월트 디즈니 픽쳐스/마크 고든 컴퍼니

## 같이 보기
- 크리스마스 영화 목록